# Academia de Artes e Ciências dos Estados Unidos

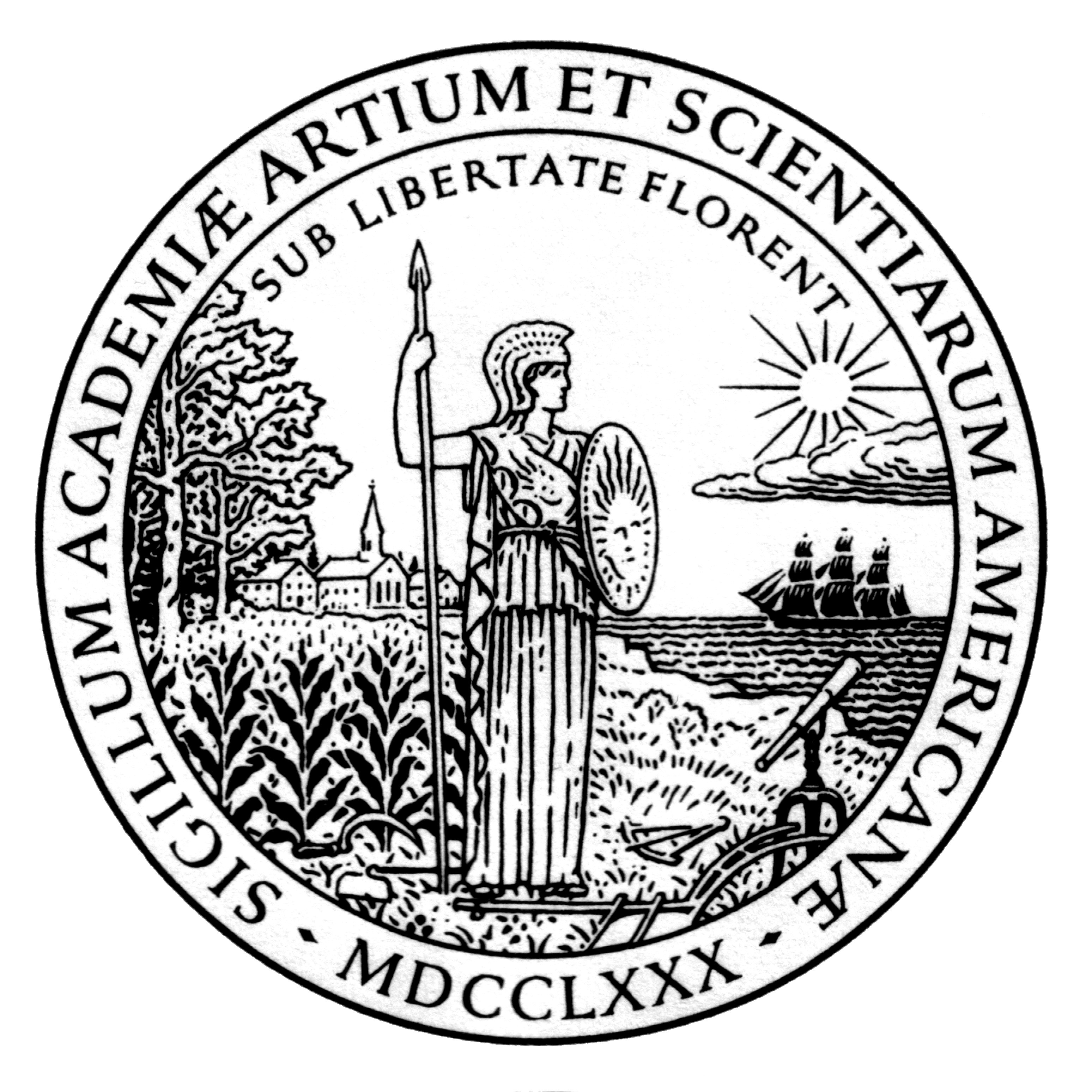
Emblema da academia.

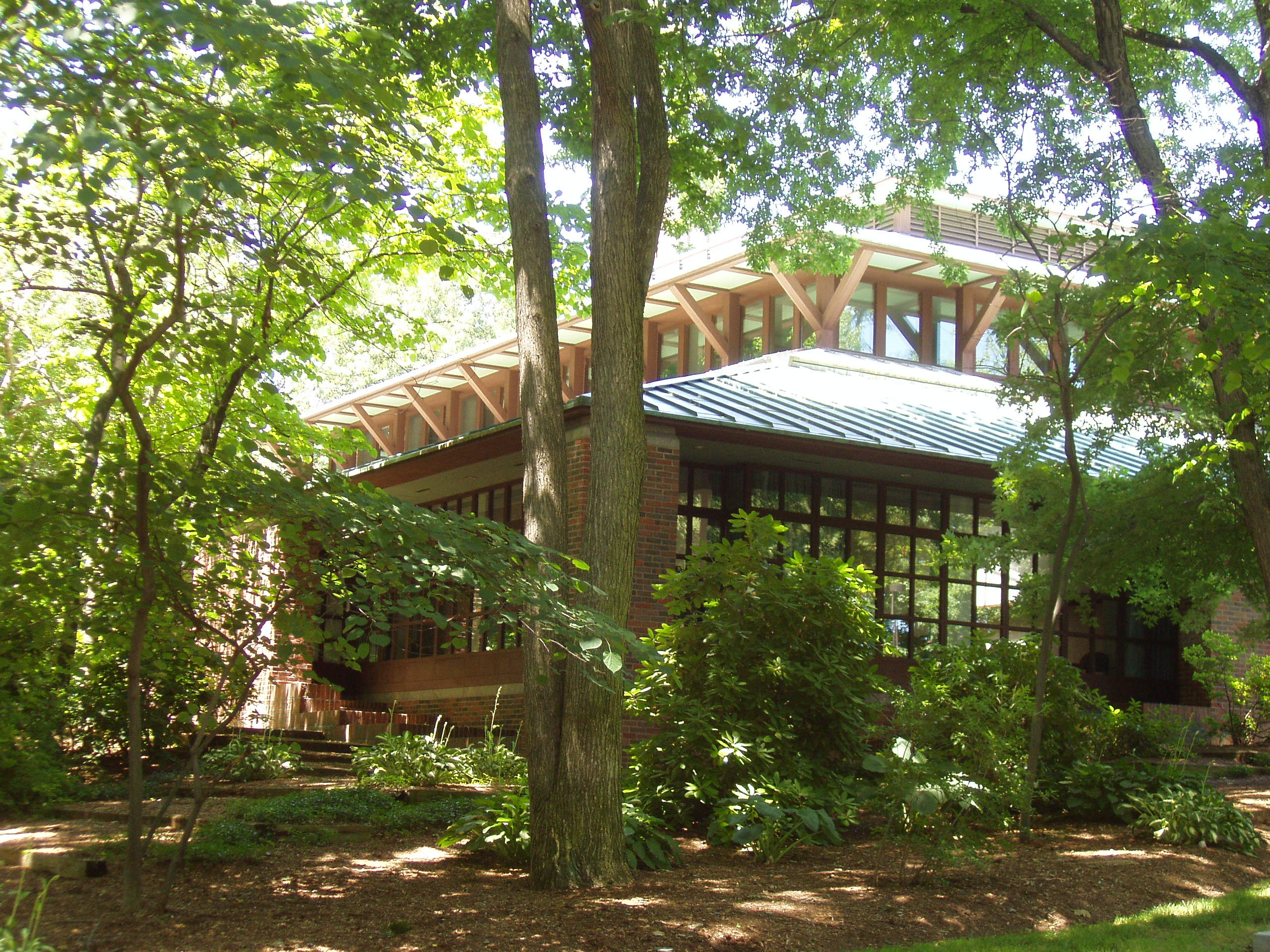
A casa da Academia, Cambridge, Massachusetts

A Academia de Artes e Ciências dos Estados Unidos (em inglês:  American Academy of Arts and Sciences (abreviação: AAA&S) é uma das sociedades eruditas mais antigas dos Estados Unidos. Foi fundada em 1780 durante a Revolução Americana por John Adams, John Hancock, James Bowdoin, Andrew Oliver e outros fundadores dos Estados Unidos. Ela está sediada em Cambridge, Massachusetts.
A associação à academia é obtida por meio de um processo completo de petição, revisão e eleição. O jornal trimestral da academia, Dædalus, é publicado pela MIT Press em nome da academia. A academia também realiza pesquisas multidisciplinares sobre políticas públicas.

## História
A Academia foi estabelecida pela legislatura de Massachusetts em 4 de maio de 1780, planejada para "cultivar toda arte e ciência que possa tender a promover o interesse, a honra, a dignidade e a felicidade de um povo livre, independente e virtuoso". Os sessenta e dois bolsistas incorporados representavam interesses variados e posição elevada nos setores político, profissional e comercial do estado. A primeira classe de novos membros, escolhida pela Academia em 1781, incluía Benjamin Franklin e George Washington, bem como vários membros honorários internacionais. O volume inicial de Memórias da Academia apareceu em 1785, e os Anais se seguiram em 1846. Na década de 1950, a Academia lançou seu diário Daedalus, refletindo seu compromisso com um programa intelectual e socialmente mais amplo.
Desde a segunda metade do século XX, a pesquisa independente se tornou o foco central da Academia. No final dos anos 1950, o controle de armas surgiu como uma de suas principais preocupações. A Academia também serviu como catalisador para o estabelecimento do National Humanities Center na Carolina do Norte. No final da década de 1990, a Academia desenvolveu um novo plano estratégico, com foco em quatro áreas principais: ciência, tecnologia e segurança global; política social e educação; humanidades e cultura; e educação. Em 2002, a Academia estabeleceu um programa de bolsistas visitantes em associação com a Universidade de Harvard. Mais de 75 instituições acadêmicas de todo o país tornaram-se Afiliadas da Academia para apoiar este programa e outras iniciativas da Academia.
A Academia patrocinou uma série de prêmios e prêmios, ao longo de sua história e ofereceu oportunidades para bolsas de estudo e pesquisadores visitantes na Academia.